# 阮麗珍
阮丽珍（？—1653年），直隸桐城（今安徽樅陽）阮家享堂人，祖籍京畿道京城（今陝西西安），徙懷寧，明末清初女性劇作家。

## 生平
阮大铖之女。自幼受其父熏陶，精通音律，擅長编剧、作曲，被誉为“江南才女”。入清後為親王侍妾，甚得寵愛。后为福晋所妒恨，被毒死。著有《梦虎缘》《鸾帕血》等剧。阮大铖所作《燕子箋》，相传是阮丽珍所作。